# Algèbre flexible
En mathématiques, en particulier en algèbre, une opération binaire • sur un ensemble est dite flexible si l'identité flexible est satisfaite :
{\displaystyle a\bullet \left(b\bullet a\right)=\left(a\bullet b\right)\bullet a}
pour tous a et b dans l'ensemble. Un magma (c'est-à-dire un ensemble muni d'une opération binaire) est flexible si l'opération binaire dont il est muni est flexible. De même, une algèbre non associative est flexible si son produit est flexible.
Toute opération commutative ou associative est flexible, ce qui signifie la flexibilité n'est pertinente que pour les opérations binaires qui ne sont ni commutatives ni associatives, par exemple pour la multiplication des sédénions, éléments d'une algèbre qui n'est même pas alternative.
En 1954, Richard D. Schafer (en) a étudié les algèbres produites par la construction de Cayley-Dickson sur un corps et a montré que l'identité flexible est satisfaite.

## Exemples
Mises à part les algèbres associatives, les classes d'algèbres non associatives suivantes sont flexibles :
- algèbres alternatives ;
- algèbres de Lie ;
- algèbres de Jordan (qui sont commutatives) ;
- algèbres d'Okubo (en).

De même, les classes de magmas non associatifs suivantes sont flexibles :
- magmas alternatifs ;
- demi-groupes (qui sont des magmas associatifs, et qui sont aussi alternatifs).

Les sédénions, ainsi que toutes les algèbres construites à partir de celle-ci en itérant la construction de Cayley-Dickson, sont également flexibles.